# San Giovanni al Natisone
San Giovanni al Natisone är en ort och kommun i regionen Friuli-Venezia Giulia i Italien och tillhörde tidigare även provinsen Udine som upphörde 2018. Kommunen hade 6 122 invånare (2018).